# Tajt-e Soleimán

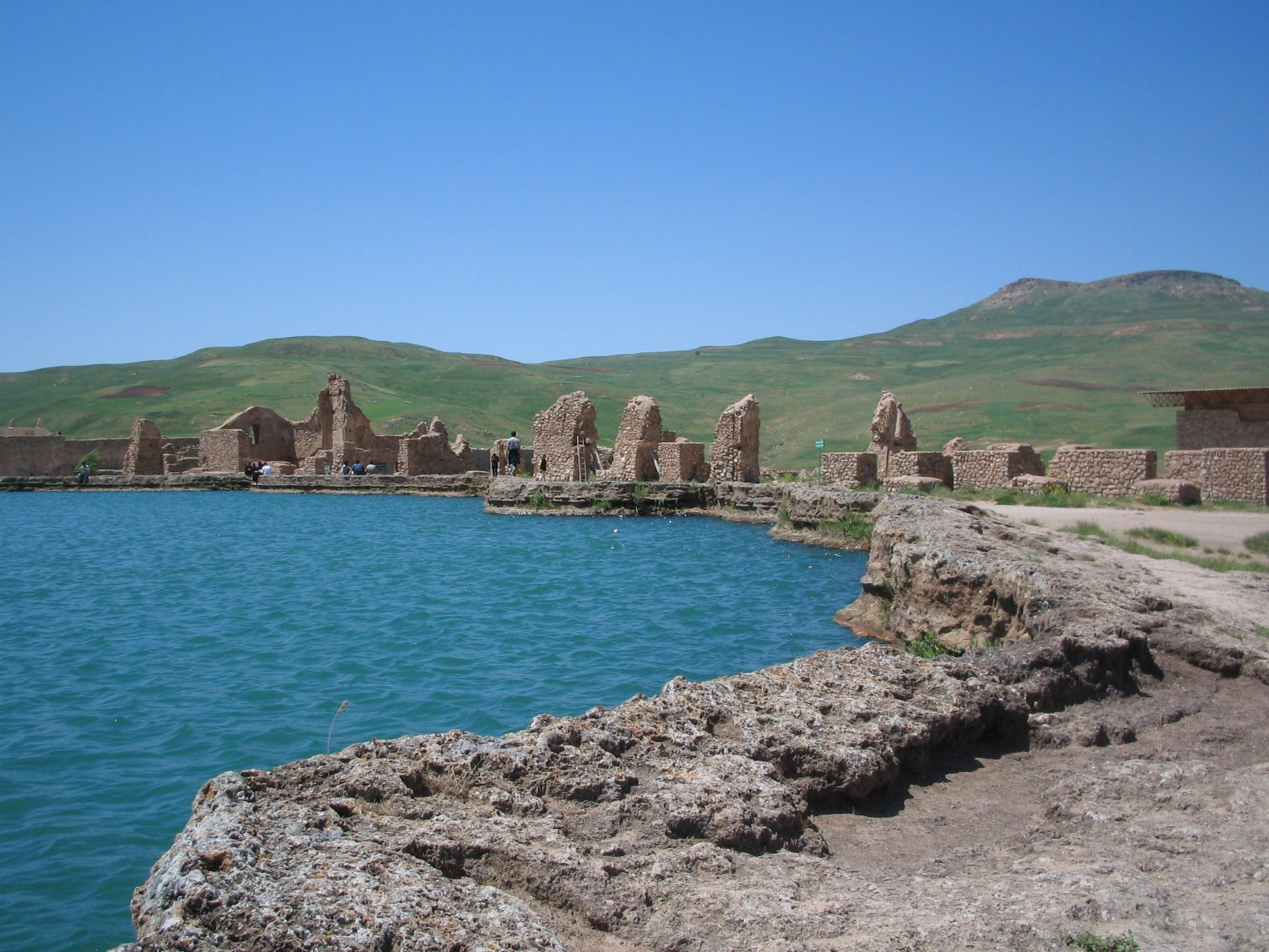
Vista cercana del santuario

Takht-e Sulaiman (en persa: تخت سليمان‎, lit. 'Trono de Salomón') es un santuario del zoroastrismo y del antiguo Imperio sasánida. Se encuentra cerca de la actual ciudad de Takab, en Azerbaiyán Occidental, Irán. El 3 de julio de 2003 fue inscrito por la Unesco, junto con otros veinticuatro lugares, como Patrimonio de la Humanidad.
La fortificación está situada en el valle, en una zona de campos de cultivo. El santuario fue parcialmente reconstruido durante el periodo mongol del Iljanato, así como un templo Sasánida dedicado a Nahid. Los restos evidencian la influencia posterior de la arquitectura islámica.